# Chi Mây đang
Chi Mây đang hay chi Mây nước (danh pháp khoa học: Daemonorops) là một chi của các loài mây trong họ Cau (Arecaceae). Chúng được tìm thấy chủ yếu ở các vùng nhiệt đới của khu vực Đông Nam Á. Thân cây của chúng được thu hoạch để lấy phần lõi, được sử dụng để làm các đồ gia dụng từ gậy đến đồ nội thất. Quả của một số loài, cụ thể là Daemonorops draco, tạo ra nhựa màu đỏ gọi là "máu rồng". Một số loài Daemonorops được biết đến vì các tính chất dược học của chúng.

## Các loài
- Daemonorops acamptostachys Becc.
- Daemonorops acehensis Rustiami
- Daemonorops affinis Becc.
- Daemonorops angustifolia (Griff.) Mart.
- Daemonorops aruensis Becc.
- Daemonorops asteracantha Becc.
- Daemonorops atra J.Dransf.
- Daemonorops aurea Renuka & Vijayak.
- Daemonorops banggiensis J.Dransf.
- Daemonorops beguinii Burret
- Daemonorops binnendijkii Becc.
- Daemonorops brachystachys Furtado
- Daemonorops calapparia (Mart.) Blume
- Daemonorops calicarpa (Griff.) Mart.
- Daemonorops clemensiana Becc.
- Daemonorops collarifera Becc.
- Daemonorops confusa Furtado
- Daemonorops crinita Blume
- Daemonorops cristata Becc.
- Daemonorops curranii Becc.
- Daemonorops depressiuscula (Miq. ex H.Wendl.) Becc.
- Daemonorops didymophylla Becc.
- Daemonorops draco (Willd.) Blume
- Daemonorops dracuncula Ridl.
- Daemonorops dransfieldii Rustiami
- Daemonorops elongata Blume
- Daemonorops fissa Blume
- Daemonorops forbesii Becc.
- Daemonorops formicaria Becc.
- Daemonorops geniculata (Griff.) Mart.
- Daemonorops gracilipes (Miq.) Becc.
- Daemonorops gracilis Becc.
- Daemonorops grandis (Griff.) Mart.
- Daemonorops hirsuta Blume
- Daemonorops horrida Burret
- Daemonorops ingens J.Dransf.
- Daemonorops jenkinsiana (Griff.) Mart.: mây rút, mây nước đỏ, mây thơm
- Daemonorops korthalsii Blume
- Daemonorops kunstleri Becc.
- Daemonorops kurziana Hook.f. ex Becc.
- Daemonorops lamprolepis Becc.
- Daemonorops leptopus (Griff.) Mart.
- Daemonorops lewisiana (Griff.) Mart.
- Daemonorops loheriana Becc.
- Daemonorops longipes (Griff.) Mart.
- Daemonorops longispatha Becc.
- Daemonorops longispinosa Burret
- Daemonorops longistipes Burret
- Daemonorops macrophylla Becc.
- Daemonorops macroptera (Miq.) Becc.
- Daemonorops maculata J.Dransf.
- Daemonorops manii Becc.
- Daemonorops margaritae (Hance) Becc.
- Daemonorops megalocarpa Burret
- Daemonorops melanochaetes Blume
- Daemonorops micracantha (Griff.) Becc.
- Daemonorops microcarpa Burret
- Daemonorops microstachys Becc.
- Daemonorops mirabilis (Mart.) Mart.
- Daemonorops mollis (Blanco) Merr.
- Daemonorops mollispina J.Dransf.
- Daemonorops monticola (Griff.) Mart.
- Daemonorops nigra (Willd.) Blume
- Daemonorops oblata J.Dransf.
- Daemonorops oblonga (Reinw. ex Blume) Blume
- Daemonorops ochrolepis Becc.
- Daemonorops oligolepis Becc.
- Daemonorops oligophylla Becc.
- Daemonorops oxycarpa Becc.
- Daemonorops pachyrostris Becc.
- Daemonorops palembanica Blume
- Daemonorops pannosa Becc.
- Daemonorops pedicellaris Becc.
- Daemonorops periacantha Miq.
- Daemonorops plagiocycla Burret
- Daemonorops poilanei J.Dransf.: mây đang, mây nước dạng gối, mây thơm
- Daemonorops polita Fernando
- Daemonorops propinqua Becc.
- Daemonorops pumila Van Valk.
- Daemonorops rarispinosa Renuka & Vijayak.
- Daemonorops riedeliana (Miq.) Becc.
- Daemonorops robusta Warb. ex Becc.
- Daemonorops rubra (Reinw. ex Mart.) Blume
- Daemonorops ruptilis Becc.
- Daemonorops sabut Becc.
- Daemonorops sarasinorum Warb. ex Becc.
- Daemonorops scapigera Becc.
- Daemonorops schlechteri Burret
- Daemonorops sepal Becc.
- Daemonorops serpentina J.Dransf.
- Daemonorops siberutensis Rustiami
- Daemonorops singalana Becc.
- Daemonorops sparsiflora Becc.
- Daemonorops spectabilis Becc.
- Daemonorops stenophylla Becc.
- Daemonorops treubiana Becc.
- Daemonorops trichroa Miq.
- Daemonorops unijuga J.Dransf.
- Daemonorops urdanetana Becc.
- Daemonorops uschdraweitiana Burret
- Daemonorops verticillaris (Griff.) Mart.
- Daemonorops wrightmyoensis Renuka & Vijayak.